# Чудесов, Александр Фёдорович
Александр Фёдорович Чудесов (19 июля 1900, Санкт-Петербург, Российская империя — 25 августа 1956, Сталинабад, Таджикская ССР, СССР) — советский военачальник, генерал-лейтенант (03.08.1953).

## Биография
Родился 19 июля 1900 года в Санкт-Петербурге. Русский. До службы в РККА с февраля 1917 года по май 1918 года состоял в Красной гвардии, был делопроизводителем-комендантом в вооруженной охране 4-го городского подрайона 1-го городского района Петрограда.

### Военная служба

#### Гражданская война
В мае 1918 год вступил в РККА и зачислен в стрелковый полк Петроградского военного округа. Затем служил во 2-м эскадроне особого назначения округа, в его составе участвовал в боях на Северо-Западном фронте. В марте 1919 года с маршевым эскадроном убыл на Южный фронт, по прибытии эскадрон влился в 96-й Кубанский кавалерийский полк. В его составе сражался с войсками генерала П. Н. Врангеля, затем с июля 1919 года — с вооруженными формированиями Н. И. Махно в районах Гуляй-поле, Белая Церковь. С ноября 1919 года полк входил в 16-ю кавалерийскую дивизию. В ее составе участвовал в боях с войсками генерала А. И. Деникина в Донской области, под Ростовом-на-Дону, Батайском, станицей Ольгинская. С весны 1920 года дивизия охраняла побережье Азовского моря под Ейском, затем осенью участвовала в боях с войсками генерала П. Н. Врангеля в Крыму, в Перекопско-Чонгарской операции. После его разгрома принимала участие в борьбе с вооруженными формированиями Н. И. Махно. Осенью 1921 года Чудесов был переведён в Отдельный конный отряд Северо-Кавказского военного округа, который боролся с бандитизмом на Северном Кавказе. Затем в том же году отряд влился в 63-й кавалерийский полк 11-й кавалерийской дивизии, после чего Чудесов в его составе в должности командира взвода воевал на Туркестанском фронте. Участвовал в боях с басмачами.

#### Межвоенные годы
В августе 1925 года он был направлен на учебу в Объединённую военную школу им. В. И. Ленина в город Ташкент. По ее окончании с октября 1927 года командовал взводом в 77-м кавалерийском полку 10-й Терско-Ставропольской казачьей дивизии, с ноября 1929 года временно исполнял обязанности помощника командира этого полка. С апреля 1930 года проходил службу в 10-й кавалерийской дивизии Северо-Кавказского военного округа, командовал эскадроном в 68-м и 89-м кавалерийских полках, с сентября 1934 года исполнял должность начальника продовольственного снабжения 78-го кавалерийского полка, с сентября 1935 года — временно исполняющий должность помощника командира 89-го кавалерийского полка. С ноября 1936 года по май 1937 года находился на учебе на кавалерийских КУКС РККА в городе Новочеркасск, по окончании которых вернулся в дивизию на должность пом. командира 68-го кавалерийского полка. В июне 1938 года Чудесов переведен в 12-ю казачью кавалерийскую дивизию на должность пом. командира 88-го казачьего кавалерийского полка. В июле 1940 года вновь вернулся в 10-ю кавалерийскую дивизию, где был назначен командиром 25-го казачьего кавалерийского полка. В апреле 1941 года переведен в ЗакВО на должность командира 18-го кавалерийского полка 24-й кавалерийской дивизии им. С. К. Тимошенко.

#### Великая Отечественная война
В начале войны Чудесов в прежней должности. Полк под его командованием выполнял задачи по охране государственной границы с Ираном. С 25 августа в составе дивизии участвовал в походе в Иран. 20 октября подполковник Чудесов вступил в командование 24-й кавалерийской дивизией. В ноябре она была передислоцирована под Москву, где в составе 30-й армии Западного фронта участвовала в Клинско-Солнечногорских оборонительной и наступательной операциях. С июня 1942 года Чудесов в распоряжении генерал-инспектора кавалерии Красной армии, в сентябре назначен командиром 32-й кавалерийской дивизии 3-го гвардейского кавалерийского корпуса, которая участвовала в Сталинградской битве. С ноября 1942 года дивизия в составе 21-й армии Юго-Западного фронта участвовала в контрнаступлении под Сталинградом, в форсировании рек Чир и Дон. С января 1943 года она в составе 5-й ударной армии Южного фронта успешно действовала в Ростовской наступательной операции, в освобождении городов Шахты, Новошахтинск и форсировании реки Миус.
В апреле полковник Чудесов назначается заместителем командира 3-го гвардейского кавалерийского корпуса. В составе 51-й армии Южного фронта его соединения и части участвовали в Донбасской наступательной операции и в освобождении города Горловка. С июля того же года корпус находился в резерве Ставки ВГК, затем с ноября в составе 4-й ударной армии 1-го Прибалтийского фронта успешно действовал в Городокской наступательной операции, в ходе которой был освобожден город Городок. В марте 1944 года корпус вошел в подчинение командующего войсками 2-го Прибалтийского фронта. С июля того же года в составе сначала 2-го, затем 3-го Белорусских фронтов участвовал в Белорусской наступательной операции, в форсировании рек Березина и Неман и освобождении городов Молодечно, Лида, Гродно. В октябре корпус вышел к границе с Восточной Пруссией. Затем с января 1945 года соединения корпуса успешно действовали в Восточно-Прусской и Восточно-Померанской наступательных операциях, в овладении городами Алленштайн (Олынтын), Нойштеттин (Шецунек), Кезлин (Кошалин), Виттенберг. В ходе наступления они форсировали реке Одер, стремительно вышли к реке Эльба, где встретились с союзными американскими войсками.
За время войны генерал Чудесов был один раз персонально упомянут в благодарственных в приказах Верховного Главнокомандующего.

#### Послевоенное время
После войны генерал-майор Чудесов продолжал исполнял должность зам. командира 3-го гвардейского кавалерийского корпуса. С апреля 1946 года находился на ВАК при Высшей военной академии им. К. Е. Ворошилова, после которых в марте 1947 года направлен командиром 6-й отдельной кавалерийской дивизии Туркестанского военного округа. С января 1951 года — командир 119-го горнострелкового корпуса. 25 июля 1955 года генерал-лейтенант Чудесов назначен старшим военным советником командующего войсками военного округа Народно-освободительной армии Китая.
Избирался депутатом Верховного Совета СССР 4-го созыва.
Умер в 1956 году в Сталинабаде (Душанбе) Таджикской ССР. Похоронен на Аллее Славы городского кладбища г. Душанбе.

## Награды
СССР
- орден Ленина (21 февраля 1945)
- четыре ордена Красного Знамени (5 января 1924, 5 октября 1943, 3 ноября 1944, 20 июня 1949)
- орден Суворова II степени (31 мая 1945) — за умелое и мужественное руководство боевыми операциями и за достигнутые в результате этих операций успехи в боях с немецко-фашистскими захватчиками[4]
- орден Кутузова II степени (31 марта 1943)
- орден Богдана Хмельницкого II степени (10 апреля 1945)
- орден Отечественной войны I степени (11 августа 1944)
- орден Трудового Красного Знамени
- орден Красной Звезды (13 марта 1936)
- Орден Красного Полумесяца II степени Бухарской НСР (27 апреля 1925)<ref>Герои Гражданской войны. Чудесов Александр Фёдорович. // Военно-исторический журнал. — 1977. — № 6. — С.62.
  - медали в том числе:
  - «XX лет Рабоче-Крестьянской Красной Армии» (1938)
  - «За оборону Москвы» (1944)
  - «За оборону Сталинграда» (1943)
  - «За победу над Германией в Великой Отечественной войне 1941—1945 гг.» (1945)
  - «За взятие Кёнигсберга» (1945)

Приказы (благодарности) Верховного Главнокомандующего в которых отмечен А. Ф. Чудесов.
За овладение городами Нойштеттин и Прехлау — важными узлами коммуникаций и сильными опорными пунктами обороны немцев в Померании. 28 февраля 1945 года. № 286
Других государств
- Офицер ордена «Легион почёта» (май 1945)
- Кавалер рыцарского ордена «Виртути Милитари» (1945)
- медаль «За Одру, Нису и Балтику» (1945)
- медаль «Китайско-советской дружбы»